# إريك وينتر
إريك باريت وينتر (ولد في 17 يوليو 1976) هو ممثل أمريكي. ظهر في أدوار تلفزيونية مثل الرقيب تيم برادفورد في برنامج "المبتدئ" (2018 حتى الآن)، وريكس برادي في مسلسل "أيام حياتنا"، والعميل الخاص في مكتب التحقيقات الفيدرالي كريغ أولافلين في مسلسل الدراما "العقل المدبر" (2010–2012)، وداش غاردينر في مسلسل الفانتازيا والدراما ساحرات الطرف الشرقي (2013–2014). كما شارك في أفلام منها "هارولد وكومار: الهروب من خليج جوانتانامو" (2008)، و"الحقيقة القبيحة" (2009)، بالإضافة إلى "الطبيب الجيد".

## وصلات خارجية
- إيرك وينتر على موقع IMDb (الإنجليزية)
- إيرك وينتر على موقع روتن توميتوز (الإنجليزية)
- إيرك وينتر على موقع ألو سيني (الفرنسية)
- إيرك وينتر على موقع أول موفي (الإنجليزية)
- إيرك وينتر على موقع قاعدة بيانات الأفلام السويدية (السويدية)
- إيرك وينتر على موقع إن إن دي بي (الإنجليزية)
- إيرك وينتر على موقع قاعدة بيانات الفيلم (الإنجليزية)
- إيرك وينتر على موقع كينوبويسك (الروسية)